# Giro dell'Appennino 1950
Il Giro dell'Appennino 1950, undicesima edizione della corsa, si svolse il 27 agosto 1950 su un percorso di 222 km con partenza e arrivo a Pontedecimo. Fu vinto dall'italiano Renzo Soldani, che completò il percorso in 6h45'00" precedendo i connazionali Giancarlo Astrua e Bortolo Bof. Conclusero la prova, organizzata dall'Unione Sportiva Pontedecimo, 40 dei 77 ciclisti al via.

## Ordine d'arrivo (Top 10)
| Pos. | Corridore         | Squadra          | Tempo    |
| ---- | ----------------- | ---------------- | -------- |
| 1    | Renzo Soldani     | Legnano-Pirelli  | 6h45'00" |
| 2    | Giancarlo Astrua  | Taurea-Pirelli   | s.t.     |
| 3    | Bortolo Bof       | Wilier Triestina | a 37"    |
| 4    | Vittorio Rossello | Taurea-Pirelli   | s.t.     |
| 5    | Andrea Carrea     | Bianchi-Ursus    | a 55"    |
| 6    | Leo Castellucci   | Arbos-Talbot     | a 1'10"  |
| 7    | Claudio Ricci     | Viscontea-Ursus  | s.t.     |
| 8    | Fausto Montesi    | S.S. Collinese   | s.t.     |
| 9    | Vincenzo Rossello | Taurea-Pirelli   | a 3'32"  |
| 10   | Giorgio Cargioli  | Benotto-Superga  | a 3'45"  |